# Ausonio Alacevich
Ausonio Alacevich (Zara, 13 febbraio 1910 – Fossano, febbraio 2001) è stato un rugbista a 15 italiano, di ruolo pilone.
Nato a Zara, si trasferisce a 18 anni a Torino dove oltre al percorso di studi che lo vedrà diventare ingegnere aeronautico, pratica diverse discipline sportive tra cui soprattutto il rugby.
Si lega per oltre un decennio con il CUS Torino fino all'interruzione delle attività per cause belliche. Alla ripresa dei campionati veste la maglia del Ginnastica Torino, con cui conquista il titolo nella stagione 1946-1947.
Raccoglie una presenza in nazionale il 29 aprile 1939 in un'amichevole vinta contro la Romania, subentrando al compagno Roberto Bracaglia.
Oltre alle prestazioni sportive, si segnalò per aver progettato il primo aereo militare a reazione per la Fiat Avio. Molto attivo anche per la causa dalmata, fu presidente dell'Associazione fuoriusciti dalmati e del Comitato profughi giuliano-dalmati.

## Palmarès
- Campionati italiani: 1
Ginnastica Torino: 1946-1947